# SFR Caraïbe
 (mai 2022).
SFR Caraïbe (anciennement Numericable Outremer) est la marque commercialisée par le Groupe Altice Blue Two (AB2), filiale du Groupe Altice France, opérateur de communication électronique. Le groupe propose à ses abonnés des services de télévision, d’Internet Très Haut Débit et Haut Débit et de téléphonie mobile (notamment) 4G/4GMax en Martinique, Guadeloupe et Guyane. Le groupe dispose de ses propres infrastructures.

## Historique
- 1994 : Lancement de WSG en Guadeloupe et de MTVC en Martinique.
- 2005 : Le Câble Numericable lance ses premiers services d’accès à Internet sur un réseau câblé dans les Antilles.
- 2006 : Le Câble Numericable lance un large programme de numérisation de ses signaux télévisés.
- 2008 : Le Groupe Altice rachète WSG et MTVC, câblo-opérateurs de Guadeloupe et de Martinique.
- 2009 : Augmentation des infrastructures de transport de la bande passante, afin d'accroître le nombre de chaînes.
- 2012-2013 : Rénovation du réseau pour apporter du Triple Play 3P sur la Guadeloupe et la Martinique.
- 2013 : Le Câble Numericable devient Numericable Outremer
- 2015 : SFR Caraïbe remplace Numericable Outremer aux Antilles et en Guyane. SFR Caraïbe est le résultat de l’intégration des sociétés MTVC, WSG et Outremer Telecom (fondé par Jean Michel Hegesippe en 2000) dans le groupe AB2,
- Décembre 2016 : lancement de la 4G mobile fin d’année aux Antilles et en Guyane,

## Zone couverte
SFR Caraïbe est présent dans les départements de Martinique, Guadeloupe et Guyane.

## Organisation du groupe
Le fondateur historique est Jean-Michel Hegesippe. 
Il dispose de son propre réseau de transmission et de boutiques.